# 리아드 부아지지
리아드 부아지지(아랍어: بوعزيزي رياض بن خميس, Riadh Ben Khemais Bouazizi, 1973년 4월 8일 제르바 섬 ~ )는 튀니지의 은퇴한 축구 선수이자, 포지션은 수비형 미드필더였다. 그는 2006년 FIFA 월드컵에 튀니지 대표팀의 주장으로 출전했으나, 팀은 1무 2패로 조별리그에서 탈락했다.

## 경력
- 1996년 아프리카 네이션스컵 국가대표
- 1996년 하계 올림픽 국가대표
- 1998년 아프리카 네이션스컵 국가대표
- 1998년 FIFA 월드컵 국가대표
- 2000년 아프리카 네이션스컵 국가대표
- 2002년 아프리카 네이션스컵 국가대표
- 2002년 FIFA 월드컵 국가대표
- 2004년 아프리카 네이션스컵 국가대표
- 2005년 FIFA 컨페더레이션스컵 국가대표
- 2006년 아프리카 네이션스컵 국가대표
- 2006년 FIFA 월드컵 국가대표

## 수상
튀니지
- 1996년 아프리카 네이션스컵 준우승
- 2000년 아프리카 네이션스컵 4위
- 2004년 아프리카 네이션스컵 우승